# Herbert Wise
Herbert Wise, właśc. Herbert Weisz (ur. 31 sierpnia 1924 w Wiedniu, zm. 5 sierpnia 2015 w Londynie) – austriacki reżyser oraz producent filmowy, telewizyjny i teatralny działający głównie w Wielkiej Brytanii.
Pamiętany głównie jako twórca, wraz ze scenarzystą Jackiem Pulmanem słynnego serialu telewizyjnego Ja, Klaudiusz, którego zrealizowali wspólnie w 1976 na podstawie dwóch powieści Roberta Gravesa pt. Ja, Klaudiusz oraz Klaudiusz i Messalina. Okazał się on jednym z najpopularniejszych seriali w historii brytyjskiej telewizji. W 1984 wyreżyserował film biograficzny o życiu papieża Jana Pawła II.

## Filmografia
- Królowa Elżbieta (1971; serial TV)
- Ja, Klaudiusz (1976; serial TV)
- Juliusz Cezar (1979)
- Skokie (1981)
- Papież Jan Paweł II (1984)
- Spotkanie po latach (1985)
- Kobieta w czerni (1989)
- Sprawy inspektora Morse’a (1987-2000; serial TV)
- Sprawa dla Frosta (1992-2010; serial TV)
- Kroniki braciszka Cadfaela (1994-98; serial TV)
- Złamany kod (1996)
- Dziesiąte królestwo (2000; reż. wspólnie z Davidem Carsonem)